# Zvjezdana vrata SG-1
Stargate SG-1 (hrv. Zvjezdana vrata SG-1) je američka znanstveno fantastična televizijska serija nastala 1997. godine po istoimenom filmu iz 1994. godine. Snimana je u okolini Vancouvera, u Kanadi u studiju "Bridge Studiosa".
Prvi put je prikazana na Showtimeu 27. srpnja 1997. godine u Americi i 31. prosinca 1997. godine na Seven Networku u Australiji. Prvih pet sezona je bilo snimano i prikazivano na Showtimeu, a od šeste sezone je serija premještena na Sci-Fi Channel.
Producenti su Michael Greenburg i Richard Dean Anderson, a televizijsku adaptaciju su napravili Jonathan Glassner i Brad Wright. Sastoji se od 10 sezona i spin-off serije Stargate Atlantis. Ušla je u Guinnessovu knjigu rekorda  kao najduže prikazivana neprekidana serija u 2007. godini s 203 epizode., prestigavši seriju Dosjei X koja je imala 202 epizode. Ovo obožavatelji serije Doctor Who osporavaju jer je ta serija imala ukupno 723 epizode, za što je i dobila nagradu, no zbog prekida u snimanju nije dobila nagradu za najduže prikazivanu neprekidanu seriju.

## Radnja
Radnja započinje 1928. godine kada švedski arheolog Wyse u egipatskoj pustinji u Gizi otkopa tajanstveni artefakt koji je bio zakopan par tisuća godina. Za taj se predmet godinama kasnije ispostavi kako su to ustvari zvjezdana vrata - prolaz između dva svijeta koji su napravili Drevni, napredna civilizacija koja više ne postoji. 1945. godine tim znanstvenika koji su tražili vojnu uporabu uređaja uspostave stabilnu crvotočinu procesom nasumičnog biranja. Bila je to sretna prigoda koju nisu mogli ponoviti. Vrata su ostala neaktivna sve dok dr. Daniel Jackson nije pristupio programu. On je dešifrirao simbole na Vratima i omogućio početak istraživanja nepoznatih svjetova.
Egiptolog Daniel će se pridružiti odredu specijalaca vođenih pukovnikom O'Neillom koji će proći kroz vrata i susresti se sa svijetom koji se zove Chulak, udaljenim tisućama svjetlosnih godina od Zemlje u kojemu su svi stanovnici robovi kojima gospodari Goa'uld Ra. To je zlo biće koje otima ljude i tretira ih kao robove predstavljajući se kao Bog. Ispostavit će se da je Ra zapravo bio jedan od mnogih Goa'uldskih sustavnih lordova koji su pomoću zvjezdanih vrata pokorili tisuće svjetova u galaksiji Mliječni put i usput pokušavaju dobiti naprednu tehnologiju za obranu Zemlje od drugih civilizacija. Vojska SAD-a, točnije Američko ratno zrakoplovstvo unutar planine Cheyenne u Coloradu ugrađuje zvjezdana vrata i utemeljuje SGC (eng. Stargate Command), koji je strogo čuvana tajna.
Kada su shvatili da je to sustav koji povezuje planete u cijeloj Galaksiji odlučuju da im je najbolja šansa za obranu od Goa'ulda istraživanje drugih svjetova i pronalazak saveznika i novih efikasnih tehnologija za borbu. Jedan od najjačih saveznika zemljanima su Tok'ra, također Goa'uldi, ali nastali od druge kraljice. Tok're također odvode ljude, ali isključivo uz pristanak osobe. Drugi važan saveznik su Asgardi. Međutim, s brojem saveznika se povećava i broj neprijatelja, pa se pored Goa'ulda tu pojavljuju i Replikatori, Oriji i različite izmijenjene Goa'uldske vojske koje imaju za cilj pokoriti ili uništiti Zemlju. 
Bitan faktor za pobjedu svih neprijatelja je činjenica da su Drevni, odnosno narod koji je sagradio zvjezdana vrata, posijali život na mnogim planetama uključujući i Zemlju, na koju su se i preselili nakon suočavanja s izumiranjem i istrebljenjem. Zarad toga, neki ljudi posjeduju gen Drevnih koji im omogućava da koriste opremu i oružje koje su iza sebe ostavili Drevni.
SGC ima 25 timova, a SG-1 je glavni. Njega čine Jack O'Neill, Daniel Jackson, Samantha Carter i Jaffa Teal'c. U kasnijim epizodama Jack O'Neill biva zamijenjen Cameronom Mitchellom, a Daniel Jackson jednu sezonu je zamijenjen s Jonasom Quinnom. U desetoj sezoni, timu se trajno pridružuje i Vala Mal Doran.

## Likovi i uloge
U seriji se pojavljuje mnogo likova, no središnji dio ipak čini ekipa tima SG-1, te nekoliko likova iz Stargate centra. Slijedi lista najvažnijih likova u seriji:
| Lik               | Glumac                | Sezona                                                  | Detalji |
| Jack O'Neill      | Richard Dean Anderson | Sezona 1-8 uz povremeno pojavljivanje u sezonama 9 i 10 | Pukovnik Jack O'Neill jedan je od prvih časnika vojske SAD-a upoznatih s projektom Zvjezdanih vrata. Kao umirovljeni pukovnik Zračnih snaga vraćen je na aktivnu dužnost i postavljen za zapovjednika Stargate centra. U 10. sezoni umjesto Jack-a vođa jedinice postaje Cameron Mitchell. |
|                   |                       |                                                         | |
| Daniel Jackson    | Michael Shanks        | Sezona 1-5 i sezone 7-10 (uzdignuo se u 6. sezoni)      | Daniel Jackson je arheološki stručnjak u SG-1 timu i odgovoran je za probijanje šifre za prvo putovanje kroz Zvjezdana vrata. Jacksonovo znanje arheologije i davnih civilizacija bili su ključni pri prvim kontaktima sa stranim vrstama i raširenim ljudskim kolonijama. |
|                   |                       |                                                         | |
| Samantha Carter   | Amanda Tapping        | Sezona 1-10                                             | Samantha Carter je znanstveni stručnjak i astrofizičarka te je odgovorna za dešifriranje sustava adresa Zvjezdanih vrata kao i za razvoj računala za zvanje, omogućivši Zemlji da koristi Zvjezdana vrata bez upotrebe D.H.D.-a. |
|                   |                       |                                                         | |
| Teal'c            | Christopher Judge     | Sezona 1-10                                             | Teal'c je Jaffa, nekadašnji Apofisov Prvi, a sad član SG-1 tima. Većina podataka SG-1 tima o Goa'uldima došla je od Teal'ca koji je prebjegao Tau'rima (Zemljanima) nakon što je uvidio da on može biti ključ oslobađanja svog naroda od Goa'ulda. Njegovo ime znači "snaga". Teal'c je star više od sto godina i njegova duga služba Goa'uldima mu je omogućila da upozna različite jezike, kulture, oružja, tehnologiju i dr. |
|                   |                       |                                                         | |
| George Hammond    | Don S. Davis          | Sezone 1-7 uz povremeno pojavljivanje u sezonama 8-10   | General George Hammond je glavi i odgovorni u SGC-u. Osoba koja donosi odluke o misijama na koje timovi idu. Nakon 7. sezone, Hammond od Teksasa, kako ga je prozvao učitelj Bra'tac, postaje savjetnik za sigurnost Zemlje, te vodi projekte poput Prometeja i Alfa lokacije. |
|                   |                       |                                                         | |
| Jonas Quinn       | Corin Nemec           | 6. sezona uz povremeno pojavljivanje u 5. i 7. sezoni   | Jonas Quinn je civilni naučnik s planete Kelowna. Ima fotografsko pamćenje. Mijenja Daniela Jacksona u SG-1 timu dok je ovaj bio uzdignut na viši nivo postojanja. |
|                   |                       |                                                         | |
| Cameron Mitchell  | Ben Browder           | Sezona 9-10                                             | Cameron Mitchell umjesto Jacka O'Neilla postaje vođa SG-1 tima u 9. sezoni. Prije nego što će to postati bio je pilot F-302 lovca u toku Anubisovog napada na postaju na Antarktiku. Kada je dobio tu čast da predvodi SG-1 tim, ostali članovi tima su se već premjestili na nove položaje koji ne uključuju Stargate centar. No, Mitchell ipak spletom sretnih okolnosti uspije ponovo okupiti stari tim.                     |
|                   |                       |                                                         | |
| Hank Landry       | Beau Bridges          | Sezona 9-10                                             | General-bojnik Hank Landry je naslijedio Georgea Hammonda i Jacka O'Neilla na mjestu zapovjednika u Stargate centru. Njegova kćer je Dr. Carolyn Lam koja mijenja Dr. Janet Frasier nakon njene smrti. |
|                   |                       |                                                         | |
| Dr. Janet Frasier | Teryl Rothery         | Sezona 1-7                                              | Dr. Janet Frasier je glavni doktor u bazi SGC. Pred kraj sedme sezone, Dr. Janet pogiba na zadatku, a umjesto nje dolazi dr. Lam koju glumi Lexa Doig |
|                   |                       |                                                         | |
| Vala Mal Doran    | Claudia Black         | Sezona 10 uz povremeno pojavljivanje u sezonama 8 i 9   | Vala Mal Doran je civil, lopov, majka Adrije (vođe Orijevske vojske) i punopravni član SG-1 tima u 10. sezoni |
|                   |                       |                                                         | |

|  |

## O seriji

### Epizode
Serija ima ukupno 203 epizode, podijeljene u 10 sezona, pri čemu se svaka sezona sastoji od 20 do 22 serije. U tablici ispod navedene su sve epizode po sezonama.
| Zvjezdana vrata SG-1 (sezona 1) | Zvjezdana vrata SG-1 (sezona 2) | Zvjezdana vrata SG-1 (sezona 3) | Zvjezdana vrata SG-1 (sezona 4) | Zvjezdana vrata SG-1 (sezona 5) | Zvjezdana vrata SG-1 (sezona 6) | Zvjezdana vrata SG-1 (sezona 7) | Zvjezdana vrata SG-1 (sezona 8) | Zvjezdana vrata SG-1 (sezona 9) | Zvjezdana vrata SG-1 (sezona 10) |
| ------------------------------- | ------------------------------- | ------------------------------- | ------------------------------- | ------------------------------- | ------------------------------- | ------------------------------- | ------------------------------- | ------------------------------- | -------------------------------- |
| Djeca bogova (1. i 2.dio)       | U zmijskom leglu (2.dio)        | Pod vatrom                      | Male pobjede                    | Neprijatelji                    | Iskupljenje (1.dio)             | Pali                            | Novi poredak (1. dio)           | Avalon (1. dio)                 | Krv i meso                       |
| Neprijatelj među nama           | Na dužnosti                     | Seth                            | Druga strana                    | Prag                            | Iskupljenje (2.dio)             | Povratak kući                   | Novi poredak (2. dio)           | Avalon (2. dio)                 | Morfej                           |
| Emancipacija                    | Zatvorenici                     | Poštena igra                    | Poboljšanja                     | Uznesenje                       | Poniranje                       | Krhka ravnoteža                 | Zatvaranje                      | Porijeklo                       | Projekt Pegaz                    |
| Brokina podjela                 | Čuvar igre                      | Ostavština                      | Raskrsnica                      | Peti čovjek                     | Zaleđena                        | Orfej                           | Nulti sat                       | Niti koje vežu                  | Krtice                           |
| Prva zapovjed                   | Potreba                         | Krivulja učenja                 | Podijeli pa vladaj              | Crveno nebo                     | Mjesečari                       | Revizije                        | Ikona                           | Moći koje jesu                  | Nepozvani                        |
| Mrtvi Lazar                     | Thorova kočija                  | Točka gledišta                  | Pravi trenutak                  | Ritual prolaska                 | Ponor                           | Brod za spasavanje              | Avatar                          | Uporište                        | 200                              |
| Noxi                            | Poruka u boci                   | Mrtvačeva zamjena               | Vodena vrata                    | Breme zvijeri                   | Zakulisne igre                  | Neprijateljski rudnik           | Afinitet                        | Bog iz stroja                   | Protunapad                       |
| Kratak život                    | Porodica                        | Demoni                          | Prvi                            | Grobnica                        | Drugi momci                     | Svemirska utrka                 | Pogodba                         | Babilon                         | Podsjetnik smrti                 |
| Thorov čekić                    | Tajne                           | Ratna pravila                   | Spaljena zemlja                 | Između dvije vatre              | Odanost                         | Osvetnik 2.0                    | Žrtve                           | Prototip                        | Družina lopova                   |
| Muke po Tantalu                 | Prokletstvo                     | Vječnost u danu                 | Ispod površine                  | 2001                            | Lijek                           | Pravo po rođenju                | Kraj igre                       | Četvrti konjanik (1.dio)        | Potraga (1.dio)                  |
| Krvna veza                      | Tok'ra (1.dio)                  | Prošlost i sadašnjost           | Točka bez povratka              | Očajničke mjere                 | Prometej                        | Evolucija (1.dio)               | Blizanka                        | Četvrti konjanik (2.dio)        | Potraga (2.dio)                  |
| Vatra i voda                    | Tok'ra (2.dio)                  | Jolinarina sjećanja             | Tangenta                        | Ekstremna crvotočina            | Neprirodan odabir               | Evolucija (2.dio)               | Odbjegli Prometej               | Kolateralna šteta               | Crta u pijesku                   |
| Hathor                          | Duhovi                          | Vrag kojeg poznaješ             | Kletva                          | Dokazivanje                     | Neviđen prizor                  | Milost                          | Lijepo je biti kralj            | Talasanje                       | Put kojim ne ideš                |
| Singularnost                    | Ogledni kamen                   | Uporište                        | Zmijin otrov                    | 48 sati                         | Dim i ogledala                  | Ispadanje                       | Puna uzbuna                     | Tvrđava                         | Pokrov                           |
| Cor-ai                          | Peta rasa                       | Pretvaranje                     | Lančana reakcija                | Samit                           | Izgubljeni raj                  | Chimera                         | Građanin Joe                    | Ethon                           | Dar                              |
| Enigma                          | Stvar vremena                   | Urgo                            | 2010                            | Posljednje uporište             | Metamorfoza                     | Proglas smrti                   | Obračun (1.dio)                 | Pohlepa                         | Loši momci                       |
| Osamljenost                     | Odmor                           | Stotinu dana                    | Apsolutna moć                   | Kritična točka                  | Otkriće                         | Heroji (1.dio)                  | Obračun (2.dio)                 | Štetočine                       | Talion                           |
| Limeni čovjek                   | Zmijska pjesma                  | Sive nijanse                    | Svjetlost                       | Ratnik                          | Napušten                        | Heroji (2.dio)                  | Niti                            | Arthurov plašt                  | Obiteljske veze                  |
| Milošću Božjom                  | Jedan pogrešan korak            | Nova osnova                     | Genij                           | Napast                          | Mjenjolik                       | Uskrsnuće                       | Moebius (1.dio)                 | Krstaški rat                    | Dominij                          |
| Politika                        | Tužibabe                        | Majčinski instinkt              | Entitet                         | Stražar                         | Memento                         | Inauguracija                    | Moebius (2.dio)                 | Camelot                         | Bez kraja                        |
| U zmijskom leglu (1.dio)        | 1969                            | Kristalna lubanja               | Dvostruki rizik                 | Meridijan                       | Predskazanje                    | Izgubljeni grad (1.dio)         |                                 |                                 |                                  |
|                                 | Van uma                         | Suparnik                        | Egzodus                         | Otkriće                         | Puni krug                       | Izgubljeni grad (2.dio)         |                                 |                                 |                                  |

### Zvjezdana vrata
Objekt oko kojega je bazirana serija se zove Zvjezdana vrata (eng. Stargate). Osnovna funkcija Zvjezdanih vrata je da transportiraju ljude i objekte na udaljene planete uz pomoć crvotočine. Vrata je napravila rasa Drevnih i postavila ih na mnoge planete i mjesece u galaksiji. 
Vrata okružuju simboli koji predstavljaju skice zviježđa u galaksiji Mliječni put. Pravilnim odabirom 7 simbola koji čine adresu drugih vrata, uspostavlja se komunikacija između njih i stvara umjetna crvotočina. Maksimalno trajanje crvotočine je 38 minuta. Za biranje adrese drugih vrata koristi se uređaj poznatiji kao DHD (eng. Dialing Home Device) ili Uređaj za zvanje. Putovanje kroz crvotočinu traje u prosjeku 6 sekundi. Prilikom prolaska kroz crvotočinu tijelo ili objekt se dezintegrira kako bi ponovo bio vraćen u normalno stanje pri izlasku. Nakon što se proces zvanja izvrši dolazi do uspostavljanja stabilne crvotočine koji započinje izbacivanjem nestabilne energetske crvotočine nazvanom po onomatopeji zvuka koji proizvodi: "kawoosh" (naziv ulazi u uporabu od epizode Krstaški rat) kroz vrata. Nakon toga se na vratima pojavljuje horizont događaja koji podsjeća na baru plavičaste vode.

### Rase i vrste
Planete koje posjećuju glavni junaci u seriji imaju uglavnom slične uvjete za život kao Zemlja, pa su i izvanzemaljske rase većinom slične ljudima. S iznimkom starih, visoko evoluiranih civilizacija poput Asgarda, te onih na niskoj razini razvoja poput Unasa, Replikatora ili Dronova. Većina rasa se vrlo lako može zamijeniti za ljude, jer im je građa tijela gotovo jednaka onoj ljudskoj. Autori serije su to objasnili činjenicom da su Drevni "posijali" život na mnogo planeta u Mliječnome putu, da bi se kasnije njihovim evolutivnim razvojem iskristalizirale rase koje se susreću u seriji.
Rase koje se pojavljuju u seriji su:
- Asgardi
- Tolanci
- Drevni
- Noksi
- Tok'ra
- Goa'uldi
- Oriji
- Replikatori
- Unasi
- Ljudi
- Dronovi
- Jaffe
- Re'tu
- Serakin
- Salish duhovi
- Jedinstvo
- Vrsta sa PJ2-445

## Vanjske poveznice
- Crogate - hrvatski Stargate site  Arhivirana inačica izvorne stranice od 30. svibnja 2013. (Wayback Machine)
- stargate.mgm.com  Arhivirana inačica izvorne stranice od 13. listopada 2010. (Wayback Machine)
- gateworld.net
- SciFi Channel Stargate stranice  Arhivirana inačica izvorne stranice od 10. travnja 2014. (Wayback Machine)

|  | Zajednički poslužitelj ima još gradiva o temi Zvjezdana vrata SG-1 |
|  | Wikicitati imaju zbirke citata o temi Zvjezdana vrata (1994)       |